# William Hammond
William Hammond (n. 2 iulie 1886, Eastbourne, Anglia, Regatul Unit al Marii Britanii și Irlandei – d. 13 ianuarie 1960, Coventry, Anglia, Regatul Unit) a fost un ciclist de performanță ce a reprezentat Regatul Unit al Marii Britanii și al Irlandei de Nord, medaliat olimpic. A participat la o ediție a Jocurilor Olimpice (1912) în care a câștigat o medalie de argint.

## Participări
Lista de mai jos prezintă principalele competiții la care a participat William Hammond de-a lungul carierei.
- cycling at the 1912 Summer Olympics – men's team time trial[*]